# Stenaleyrodes vinsoni
Stenaleyrodes vinsoni là một loài côn trùng cánh nửa trong họ Aleyrodidae, phân họ Aleurodicinae.
Stenaleyrodes vinsoni được Takahashi miêu tả khoa học đầu tiên năm 1938.